# 서울대학교 생활협동조합 파업
서울대학교 생활협동조합 파업은 서울대학교의 생협 소속 식당, 카페노동자들이 파업을 벌인 사건이다. 19일 점심부터 파업이 시작되었으며 19일에는 제3식당 점심메뉴와 1000원 식권 메뉴를 제외한 생협직영식당과 카페 운영이 중단되었다. 20일에는 제3식당 점심메뉴를 제외한 생협직영식당과 카페 운영이 중단되었다.